# Neoregelia amandae
Neoregelia amandae är en gräsväxtart som beskrevs av Wilhelm Weber. Neoregelia amandae ingår i släktet Neoregelia och familjen Bromeliaceae. Inga underarter finns listade i Catalogue of Life.